# Karol Łazarz Henckel von Donnersmarck

Karol Łazarz Henckel von Donnersmarck (ur. 5 marca 1772 w Świerklańcu, zm. 12 lipca 1864 we Wrocławiu) – baron i hrabia cesarstwa, 9. wolny pan stanowy Bytomia, magnat przemysłowy.

## Życiorys

### Pochodzenie i rodzina
Karol Łazarz Henckel von Donnersmarck urodził się 5 marca 1772 roku na zamku w Świerklańcu na Górnym Śląsku. Pochodził z wpływowej rodziny szlacheckiej Henckel von Donnersmarck, o korzeniach austriacko-niemieckich. Ród ten wywodził się z regionu Spisz (Górne Węgry, dziś Słowacja) i już w XIV wieku został wyniesiony do stanu szlacheckiego. W początkach XVII wieku, w czasie rządów cesarza Rudolfa II Habsburga, pradziad Karola – Łazarz I Starszy – wraz z synem Łazarzem II uzyskali w zamian za udzielone cesarzowi pożyczki znaczne posiadłości na Śląsku: ziemię bytomską oraz bogumińską (najpierw jako zastaw, następnie na własność dziedziczną). W 1697 r. cesarz Leopold I podniósł ziemię bytomską do rangi wolnego państwa stanowego, a Hencklowie von Donnersmarck uzyskali tytuł wolnych panów stanowych Bytomia. Ród podzielił się z czasem na kilka linii terytorialnych – m.in. bytomsko-siemianowicką (katolicką od końca XVII w.) oraz tarnogórsko-świerklaniecką (pozostającą przy protestantyzmie). Karol Łazarz należał do tej drugiej gałęzi (świerklanieckiej), która otrzymała w dziedzictwo dobra Tarnowskich Gór i Świerklańca.
Ojcem Karola był hrabia Erdmann Gustaw Henckel von Donnersmarck (1734–1805), dziedzic głównej części dóbr rodowych wraz z zamkiem w Świerklańcu. Matka, Rudolfina Wilhelmina z domu von Dyherrn und Schönau (zm. 1802), wywodziła się z śląskiej arystokracji baronowskiej. Rodzice doczekali się siedmiorga dzieci, lecz tylko dwaj synowie dożyli wieku dorosłego. Karol Łazarz który był najmłodszym z synów, miał starszego brata Gustawa Adolfa (1764-1813). Po śmierci ojca w 1805 r. schedę po nim początkowo objął właśnie Gustaw Adolf, który został 7. wolnym panem stanowym Bytomia. Jednak Gustaw Adolf zginął w kampanii napoleońskiej – poległ w listopadzie1813 r. w bitwie pod Głogowem. W rezultacie całość rozległych dóbr rodzinnych przeszła na Karola Łazarza jako jedynego żyjącego syna.
Karol Łazarz poślubił hrabiankę Julię von Bohlen (1800–1866), córkę hrabiego Fryderyka Ludwika von Bohlen. Małżeństwo to zapewniło mu dodatkowe koneksje w kręgach arystokracji pruskiej. Para doczekała się siedmiorga dzieci – dwóch synów i pięciu córek. Starszy syn, Karol Fryderyk Ludwik (ur. 1817-1848), zmarł bezpotomnie w młodym wieku. Młodszym synem był Guido Henckel von Donnersmarck (1830–1916), który został jedynym spadkobiercą olbrzymiego majątku ojca. Córki Karola Łazarza zawarły małżeństwa z przedstawicielami innych rodów szlacheckich. Sam Karol Łazarz wychowany był w religii ewangelickiej (protestanckiej), podobnie jak cała świerklaniecka linia rodu, co jednak nie przeszkadzało Donnersmarckom utrzymywać dobrych relacji zarówno z katolikami, jak i protestantami na Górnym Śląsku.

### Edukacja i młodość
Karol Łazarz wychował się w środowisku arystokratycznym. Odebrał staranne domowe wykształcenie odpowiednie dla młodego szlachcica – uczył się języków (niemieckiego, francuskiego, być może polskiego), podstaw nauk przyrodniczych i zarządzania majątkiem pod okiem prywatnych nauczycieli. Młodość Karola przypadła na burzliwe czasy wojen napoleońskich. Po rozbiorach Polska zniknęła z mapy, a Śląsk znajdował się pod władzą Królestwa Prus. Gdy wybuchły wojny z Francją, wielu przedstawicieli śląskiej szlachty opowiedziało się po stronie króla pruskiego. Karol Łazarz również włączył się w działania militarne. W 1813 r., w okresie tzw. wojny wyzwoleńczej przeciw Napoleonowi, uczestniczył w organizowaniu górnośląskich oddziałów ochotniczych. W czasie 100 dni Napoleona (1815) sformował własnym sumptem pułk śląskich huzarów i objął nad nim dowództwo jako pułkownik. Był to nowo utworzony pruski 7. pułk huzarów (noszący imię „König Wilhelm I.”), złożony głównie z ochotników z Górnego Śląska. Karol Łazarz dowodził tym pułkiem od marca 1815 r., przyczyniając się do mobilizacji lokalnej szlachty i mieszczan do walki z Francuzami. Choć służba frontowa Karola trwała krótko – już w styczniu 1816 r. przekazał dowództwo zawodowemu oficerowi – to jego zaangażowanie przyniosło mu uznanie i wojskowe szlify. Dzięki zasługom wojennym Karol Łazarz awansował w armii pruskiej do stopnia pułkownika (Oberst). Za męstwo i wkład w walki otrzymał prestiżowe odznaczenie wojskowe – Order Pour le Mérite (Krzyż „Za Zasługę”) z Koroną, nadawany za wybitne czyny na polu bitwy.

### Działalność gospodarcza i przemysłowa
Po zakończeniu wojen napoleońskich Karol Łazarz skoncentrował się na gospodarczym rozwoju swoich dóbr, stając się jednym z pionierów industrializacji Górnego Śląska. Jako dziedzic rozległych ziem dostrzegł potencjał drzemiący w bogatych złożach minerałów – węgla kamiennego, rud cynku i ołowiu – zalegających w regionie. Już w latach 20. XIX wieku rozpoczął inwestycje przemysłowe na wielką skalę. W połowie lat 20. XIX w. uruchomił w Bytomiu hutę cynku „Clara”, jedną z pierwszych nowoczesnych hut cynku na Śląsku. Wkrótce potem, dostrzegając rosnące zapotrzebowanie na węgiel, założył kopalnię węgla kamiennego „Quintoforo” w Lipinach. Nazwa tej kopalni nawiązywała do historycznego przydomka rodu (Henckel de Quintoforo) i symbolizowała kontynuację rodzinnych tradycji górniczych.
Największym przedsięwzięciem przemysłowym Karola Łazarza była budowa dużej huty żelaza w Świętochłowicach. W 1828 r. rozpoczęto w jego dobrach budowę huty „Bethlen-Falva” (późniejsza Huta Florian), którą ukończono w 1833 r.. Była to nowoczesna jak na owe czasy huta, nazwana na cześć przodków żony Karola (ród Turzon von Bethlenfalva). Wytwarzała żelazo i stal, stając się zalążkiem przyszłego kombinatu metalurgicznego. Huta „Bethlen-Falva” przyczyniła się do przekształcenia Świętochłowic z niewielkiej wsi w ważny ośrodek przemysłowy regionu.
W kolejnych latach Donnersmarck kontynuował rozwój górnośląskiego imperium przemysłowego. W latach 40. XIX wieku założył w Zabrzu kopalnię węgla „Concordia”, która dała początek wielkiemu kompleksowi hutniczo-górniczemu w tej miejscowości. Kopalnia „Concordia” szybko się rozrosła i wraz z sąsiednimi zakładami utworzyła zalążek późniejszej potęgi przemysłowej Zabrza. Ponadto Karol Łazarz aktywnie unowocześniał istniejące folwarki i zakładał nowe zakłady przetwórcze (np. cegielnie, młyny) na terenie swoich rozległych posiadłości.
Warto podkreślić, że Karol Łazarz działał w okresie początków rewolucji przemysłowej na Śląsku. Jego inwestycje przyczyniły się do uprzemysłowienia regionu – Katowice, Zabrze, Bytom, Świętochłowice i okolice zawdzięczają rozwój w znacznej mierze takim magnatom jak Donnersmarck. Według przekazów, Karol Łazarz miał udział także w uruchamianiu pierwszych kopalń w rejonie Katowic (wówczas wsi Katowice), choć formalnie teren ten należał do innych właścicieli (m.in. Wincklerów). Niemniej jednak, sieć jego przedsiębiorstw górniczo-hutniczych oplatała sporą część Górnego Śląska. Dość wspomnieć, że w 1834 r. uzyskał on od rządu pruskiego prawo pierwszeństwa w eksploatacji wszelkich złóż galmanu (ruda cynku) i węgla na obszarach stanowiących jego własność. Przywilej ten gwarantował, że żadne obce towarzystwo górnicze nie rozpocznie wydobycia na jego ziemiach bez wcześniejszej propozycji dla Donnersmarcka – państwo zatrzymało co prawda regalia górnicze, ale Karol mógł jako pierwszy zagospodarować bogactwa naturalne swoich dóbr.
Działalność przemysłowa Karola Łazarza uczyniła go jednym z najzamożniejszych przedsiębiorców ówczesnych Prus. Był magnatem przemysłowym w pełnym tego słowa znaczeniu – kontrolował kopalnie (węgla i cynku), huty żelaza, huty cynku oraz rozległe włości rolne, tworząc zintegrowane imperium ekonomiczne. Jego przedsięwzięcia nie tylko mnożyły rodzinny majątek, ale także tworzyły miejsca pracy i przyciągały na Górny Śląsk wykwalifikowanych fachowców (górników, hutników, inżynierów) m.in. z Saksonii i Czech. Dzięki temu region przeżywał okres dynamicznego rozwoju gospodarczego w pierwszej połowie XIX wieku.

### Kariera polityczna i tytuły szlacheckie
Poza działalnością gospodarczą Karol Łazarz pełnił ważne funkcje polityczno-administracyjne, wynikające ze swojego statusu urodzenia. Był jednym z ostatnich przedstawicieli stanowej arystokracji śląskiej sprawujących tradycyjne tytuły i urzędy feudalne, a zarazem brał udział w nowoczesnym życiu politycznym Królestwa Prus.
Jako właściciel wolnego państwa stanowego Bytom, Karol Łazarz nosił tytuł wolnego pana stanowego. Tytuł ten został mu oficjalnie potwierdzony w 1827 roku, kiedy to objął godność 9. wolnego pana stanowego Bytomia (dziedziczoną w rodzinie od czasów cesarza Leopolda I). Należy zaznaczyć, że w XIX wieku tytuł ten miał już charakter wyłącznie honorowy – reformy państwa pruskiego stopniowo ograniczyły przywileje feudalne dawnych panów stanowych. Niemniej Donnersmarck uchodził za jedną z najbardziej wpływowych osób na Górnym Śląsku, a jego opinia liczyła się zarówno wśród lokalnej administracji, jak i na dworze królewskim w Berlinie.
W 1840 r. Karol Łazarz otrzymał od króla Fryderyka Wilhelma IV kolejną prestiżową godność dworską – mianowano go dziedzicznym wyższym podczaszym krajowym w Prowincji Śląskiej (Obermundschenk des schlesischen Landes) z prawem do tytułu Ekscelencji. Był to honorowy urząd nawiązujący do dawnej hierarchii dworu królewskiego, świadczący o wysokiej pozycji Donnersmarcka wśród pruskiej arystokracji.
Po wprowadzeniu w Prusach monarchii konstytucyjnej, Karol Łazarz zasiadł również w parlamencie. Jako wolny pan stanowy wszedł w skład Izby Panów (pruskiej izby wyższej parlamentu), zostając jej dziedzicznym członkiem dożywotnio. Donnersmarck zabierał tam głos w sprawach dotyczących Śląska i gospodarki, opowiadając się zwykle za polityką sprzyjającą wielkim posiadaczom ziemskim i przemysłowcom.
Karol Łazarz piastował ponadto szereg pomniejszych tytułów i godności. Był kawalerem i dostojnikiem Zakonu Joannitów, gdzie pełnił funkcję Komendatora i Ordens-Seniora (starszego członka kapituły) tego zakonu rycerskiego. Godność ta była wyróżnieniem przyznawanym wpływowym protestanckim arystokratom pruskim, niosącym ze sobą prestiż i łączącym się z działalnością charytatywną (Joannici prowadzili m.in. szpitale). Donnersmarck został też uhonorowany najwyższymi odznaczeniami Królestwa Prus: w uznaniu zasług cywilnych i wojskowych nadano mu Order Czarnego Orła (najwyższe pruskie odznaczenie, które otrzymał w wersji z Brylantami).. Posiadał także tytuł hrabiego cesarstwa (hrabiego Świętego Cesarstwa Rzymskiego, który ród uzyskał już w XVII w.) oraz barona von Donnersmarck. Był zatem jedną z najbogaciej tytułowanych osób swojej epoki: przysługiwały mu formy grzecznościowe Jasność (dla wolnego pana stanowego) oraz Ekscelencja (dla wyższego podczaszego krajowego).
Zmarł 12 lipca 1864 r. we Wrocławiu. Został pochowany w Świerklańcu w mauzoleum rodowym, które zostało zniszczone w 1945 r.